# Mathias Florén
Mathias Florén, född 11 augusti 1976 i Söderhamn, är en svensk före detta fotbollsspelare. Han spelade som försvarare i den allsvenska klubben IFK Norrköping, dit han värvades 21 december 2010, sedan tidigare har han spelat för IF Elfsborg dit han värvades 2007. Innan dess spelade han i holländska FC Groningen. Tidigare har han även spelat i Allsvenskan med IFK Norrköping, för vilka han gjorde 122 allsvenska matcher och 4 mål. Han inledde sin karriär i Marma IF. Han har även spelat 2 A-landskamper.
Säsongen 2014 var Florén spelande hjälptränare i IFK Norrköping och IF Sylvia. Efter den säsongen slutade Florén som spelare och från och med säsongen 2015 är han assisterande tränare i IFK Norrköping. Spelar från och till i IFKs u21.

## Seriematcher och mål
- 2014: 10 / 0
- 2013: 24 / 0
- 2012: 27 / 0
- 2011: 29 / 0
- 2010: 28 / 2
- 2009: 27 / 2
- 2008: 28 / 0
- 2007: 10 / 0
- 2006: 25 / 0
- 2005: 31 / 1
- 2004: 32 / 0
- 2003: 32 / 0
- 2002: 18 / 0
- 2001: 24 / 0